# Де Санктис, Морган
Мо́рган Де Санктис (итал. Morgan De Sanctis; род. 26 марта 1977[…], Гуардьагреле, Абруцци) — итальянский футболист, вратарь.

## Карьера
Отыграв три года в «Пескаре» в Серии B, Морган перешёл в «Ювентус». Там он провёл два сезона на скамейке запасных, после чего отправился в «Удинезе» в 1999 году.
Проведя три сезона в качестве второго вратаря в «Удинезе», после Луиджи Турчи, он заиграл в сезоне 2002/03.
В июле 2007 он расторг контракт с «Удинезе» и перешёл в испанскую «Севилью».
На сезон 2008/09 его арендовал турецкий «Галатасарай». Он сыграл все матчи в чемпионате Турции, Лиге чемпионов и Кубке УЕФА за «Галатасарай».
Летом 2009 года «Наполи» приобрёл Де Санктиса у «Севильи» за 1,5 млн евро. Голкипер подписал с неаполитанцами четырёхлетний контракт. После перехода в партенопейский клуб Де Санктис на протяжении трёх лет демонстрировал высочайший уровень. Несколько раз номинировался на звание лучшего вратаря Серии А и являлся вторым голкипером сборной Италии.
25 июля 2013 года игрок подписал контракт с «Ромой» сроком до 30 июня 2015 года. 25 августа 2013 года дебютировал за «Рому» в матче 1-го тура чемпионата Италии 2013/14 в гостях против «Ливорно». В первых 9 турах за новый клуб пропустил лишь однажды. 4 декабря 2014 года футболист продлил контракт с римлянами сроком до 30 июня 2016 года.
13 июля 2016 года на правах свободного агента вратарь подписал контракт с «Монако» сроком на один год.
В 2022 году был назначен спортивным директором «Салернитаны».

### Международная

#### Матчи и пропущенные голы за сборную Италии
| Матчи и пропущенные голы Моргана за сборную Италии | Матчи и пропущенные голы Моргана за сборную Италии | Матчи и пропущенные голы Моргана за сборную Италии | Матчи и пропущенные голы Моргана за сборную Италии | Матчи и пропущенные голы Моргана за сборную Италии | Матчи и пропущенные голы Моргана за сборную Италии | Матчи и пропущенные голы Моргана за сборную Италии |
| №                                                  | Дата                                               | Место                                              | Оппонент                                           | Счёт                                               | Пропущенные голы                                   | Соревнование                                       |
| -------------------------------------------------- | -------------------------------------------------- | -------------------------------------------------- | -------------------------------------------------- | -------------------------------------------------- | -------------------------------------------------- | -------------------------------------------------- |
| 1                                                  | 30 марта 2005                                      | Падова, Италия                                     | Исландия                                           | 0:0                                                | —                                                  | Товарищеский матч                                  |
| 2                                                  | 12 октября 2005                                    | Лечче, Италия                                      | Молдова                                            | 2:1                                                | 1                                                  | Отборочный матч ЧМ 2006                            |
| 3                                                  | 19 ноября 2008                                     | Афины, Греция                                      | Греция                                             | 1:1                                                | 1                                                  | Товарищеский матч                                  |
| 4                                                  | 11 октября 2011                                    | Пескара, Италия                                    | Северная Ирландия                                  | 3:0                                                | —                                                  | Отборочный матч ЧЕ 2012                            |
| 5                                                  | 1 июня 2012                                        | Цюрих, Швейцария                                   | Россия                                             | 0:3                                                | 3                                                  | Товарищеский матч                                  |
| 6                                                  | 16 октября 2012                                    | Милан, Италия                                      | Дания                                              | 3:1                                                | 1                                                  | Отборочный матч ЧМ 2014                            |

Итого: 6 матчей / 6 голов пропущено; 3 победы, 2 ничьи, 1 поражение.

## Достижения
«Ювентус»
- Чемпион Италии: 1997/98

«Удинезе»
- Обладатель Кубка Интертото: 2000

«Севилья»
- Обладатель Суперкубка Испании: 2007

«Галатасарай»
- Обладатель Суперкубка Турции: 2008

«Наполи»
- Обладатель Кубка Италии: 2011/12

«Монако»
- Чемпион Франции: 2016/17

Сборная Италии
- Чемпион Европы по футболу среди молодёжных команд (U21): 2000
- Серебряный призёр чемпионата Европы 2012